# Kleinsolt
Kleinsolt (dänisch: Lille Solt) ist ein Ortsteil der Gemeinde Freienwill.

## Lage
Kleinsolt liegt direkt östlich vom Hauptort, der Gemeinde Freienwill, am Fluss Kielstau auf einer Höhe von 37 m. Südlich von Kleinsolt liegt Kleinsoltfeld beziehungsweise Kleinsolt-Heidefeld. Östlich liegt Kleinsoltholz. 2,5 Kilometer südlich von Kleinsolt liegt des Weiteren Großsolt.
Busverbindungen verbinden heutzutage den Ort Kleinsolt mit den Nachbardörfern Freienwill, Hürup Maasbüll und Husby sowie der Stadt Flensburg.

## Geschichte
Das Wort „Solt“ im Ortsnamen weist auf sumpfiges Land hin. Im 12. Jahrhundert wurde die St.-Johannes-Kirche zu Kleinsolt errichtet. Der dort entstandene Ort erhielt später den Namen Freienwill.
Bis 1974 gehörte die Gemeinde Kleinsolt zum Kreis Flensburg-Land. Zeitgleich mit der Zusammenlegung der Kreise Flensburg-Land und Schleswig zum Kreis Schleswig-Flensburg, wurden die Gemeinden Kleinsolt und Kleinwolstrup unter dem Namen Freienwill zusammengelegt.